# Бильскирнир
Бильскирнир (др.-сканд. Bilskirnir, «скрежет молний») — в скандинавской мифологии покои Тора, расположенные в королевстве Трудхейм. Здесь он живёт вместе со своей женой Сиф и их детьми. Согласно Речам Гримнира, покои расположены в Асгарде, это самое большое здание и в нём 540 комнат, каждая из которых жилище богов.

## В современности
- По мотивам названия покоев Тора назван корабль Белискнер мифической расы Азгардов под управлением верховного главнокомандующего Тора из телесериала Звёздные врата: SG-1.

- Bilskirnir — название НСБМ-группы из Гессена, Германия.